# 瓣蕊花科
瓣蕊花科(Himantandraceae)也叫假木兰科、舌蕊花科、芳香木科、锥形药科或刺毛树科，只有1属—白木兰属（Galbulimima）2种，仅生长在澳大利亚北部和东南亚岛屿上。
本科植物都是含芳香油的乔木，单叶互生，其树皮和叶有麻醉作用，用于原始宗教的仪式。